# گریگوری پینایچف
گریگوری پینایچف (روسی: Григорий Маркович Пинаичев؛ ۲۲ ژانویهٔ ۱۹۱۳ – ۲۶ ژوئیهٔ ۱۹۸۸) بازیکن فوتبال اهل اتحاد جماهیر شوروی سوسیالیستی بود.
از باشگاه‌هایی که در آن بازی کرده‌است می‌توان به باشگاه فوتبال زسکا مسکو اشاره کرد.